# Isidore David (préfet)
Pour l’article homonyme, voir Isidore David.
Isidore David, Isidore Ambroise Elisée David dit  Isidore David-Portau, né le 4 avril 1814 à Paris et mort le 7 mai 1870 dans la même ville, était un haut fonctionnaire et industriel français, maire de Douai de 1848 à 1849.

## Biographie
Fils de Charles Marie David, conseiller d’Etat et directeur du commerce extérieur sous la Monarchie de Juillet, proche de Louis-Philippe, Isidore David entre à l’école polytechnique en 1834. Démissionnaire pour raisons de santé, il est auditeur au Conseil d’Etat en mars 1838. 
Sous-préfet de Douai le 30 mars 1846, il quitte ces fonctions un mois plus tard. Proche des conservateurs, il devient maire de la ville durant quelques mois après les journées de juin. En janvier 1849, avec le soutien de Thiers, il est nommé préfet du Nord, poste qu’il conserve peu de temps puisqu’il quitte Lille en novembre 1849.
Chef de division des établissements de bienfaisance (en fait les hôpitaux) au ministère de l’intérieur d’août 1853 à août 1854, il se dirige ensuite vers des activités industrielles et commerciales. Il est en effet peu après directeur de la compagnie générale des eaux d’où il gère et développe par délégation de la ville de Paris l’adduction de la capitale. En 1869, ayant conservé des liens avec la région du Nord, il est un des partenaires qui président à la fondation en 1869 de la compagnie des chemins de fer du Nord-Est.
Alors qu’il était envisagé de le nommer une fois encore à la préfecture du Nord, il décède à Paris en mai 1870.
Marié à une demoiselle Portau, issue d'une riche famille protestante, il a accolé à son patronyme le nom de son épouse pour se distinguer de ses frères, David-Portau devenant son nom usuel. Isidore David était l'oncle paternel de Marie Ier souverain éphémère du royaume des Sedangs.